# John Mattsson
John Mattsson (ur. 4 listopada 1894, zm. 1 września 1969) – szwedzki lekkoatleta.

## Kariera
Na Letnich Igrzyskach Olimpijskich 1920 zajął 9. miejsce w finale konkursu skoku o tyczce.